# 닌텐도 개발 제이부
닌텐도 개발 제이부(任天堂開発第二部, 약칭 닌텐도 R&D2)는 닌텐도 내에 존재했던 게임 관련 소프트웨어 및 전자기기 개발부서였다. 1970년대 경에 설립됐으며 본래 기술 지원과 운영 체제 소프트웨어 개발이 주력이었으나 1990년대부터 아오누마 에이지를 포함한 부서 소속 개발자들이 게임 개발에 참여하기 시작했다. 초기에는 샤프 코퍼레이션에서 근무했던 경험을 바탕으로 닌텐도의 빔 건 게임들을 개발한 우에무라 마사유키가 총괄관리자였다.
2004년 닌텐도 개발 제일부와 병합해 닌텐도 기획개발본부가 신설되면서 사라졌다.

## 개발작

### 비디오 게임기
| 연도 | 이름                            | 각주  |
| ---- | ------------------------------- | ----- |
| 1983 | 패밀리 컴퓨터                   | [ 2 ] |
| 1985 | 닌텐도 엔터테인먼트 시스템      | [ 2 ] |
| 1990 | 슈퍼 패미컴                     | [ 2 ] |
| 1991 | 슈퍼 닌텐도 엔터테인먼트 시스템 | [ 2 ] |
| 1995 | 사테라뷰                        | [ 2 ] |

## 참조
1. ↑  영어: Nintendo Research & Development No. 2 Department